# 案山子 (さだまさしの曲)
「案山子」（かかし）は、日本のシンガーソングライター・さだまさしが1977年11月25日に発表したシングル。「雨やどり」「道化師のソネット」「親父の一番長い日」「関白宣言」などと共にさだの代表作の一つとされている。翌年のオリジナルアルバム『私花集』のほか、『さだまさしベスト』などのベストアルバムに収録。1997年2月21日には新録音の「案山子(アンコール)」を発表した。また、ライヴ・バージョンも多数存在する。

## 解説
都会で一人暮らしをする弟（あるいは妹）を雪の中にぽつんと立つ案山子になぞらえ、故郷にいる兄が気遣うメッセージを送る歌である。
しかしながら、本人曰く、「これは、舞台にしている津和野の山の城跡にたくさん生えてある松の木が歌っている」のだという。
さだによれば、この曲のきっかけは大分から福岡へ弟の佐田繁理と共に移動する際に、列車から見た景色だという。
その日は雪が降っており、車窓から雪の中に案山子がぽつん立っているのを見たさだは、「かわいそうにな、雪の中に立ってて」と話しかけた。繁理は鈍い反応しかしなかったが、さだはその風景と、自身が経験した都会での一人暮らし、そして弟の台湾留学中思い出などが重なり、この曲を思いついたという。さだ曰く「曲の原風景は津和野（島根県）、インナースリーブの表紙の写真の撮影は琵琶湖のほとり」とのこと。
なお、「お金はあるか」「『金頼む』の一言でもいい」という歌詞があるが、これは親からの仕送りだけが頼りだったさだ自身の経験が基になっており、冒頭のメロディは、アマチュア時代に既に書かれていたものを使用しているという。

## NHK紅白歌合戦での歌唱
同曲はNHK紅白歌合戦で、以下の2回歌唱されている。
- 第47回NHK紅白歌合戦（1996年）
- 第57回NHK紅白歌合戦（2006年）

## 収録曲

### SIDE 1
「案山子」（作詩・作曲：さだまさし、編曲：渡辺俊幸）

### SIDE 2
「SUNDAY PARK」（作詩・作曲：さだまさし、編曲：渡辺俊幸）

## カヴァー
- 伊藤秀志（2003年 アルバム『御訛り』、「案山子 ZuZuバージョン」としてカバー）
- BEGIN（2008年 『さだまさしトリビュート さだのうた』）
- ケイタク（2009年 アルバム『FOLK IS NOT DEAD』）
- 岩崎宏美（2012年 アルバム『Dear Friends VI さだまさしトリビュート』）
- 今井麻美（2013年 コンピレーションアルバム『Twinkle Voice 〜声の贈り物〜』）
- 島津亜矢（2013年 アルバム『SINGER 2』）
- 吉幾三（2014年 アルバム『あの頃の青春を詩う vol.2』）
- 徳永ゆうき（2014年 アルバム『ゆうきのうた～故郷編～』）
- n/ （2020年 配信アルバム『Best Practice 1 -Cover Songs Selection-』）
- 槇原敬之（2023年 アルバム『みんなのさだ』）

## テレビドラマ
「案山子」を原案としたテレビドラマである。
2011年7月5日（火曜日）、フジテレビ系列にて21:00 - 22:48（JST）に『さだまさしドラマスペシャル 故郷 〜娘の旅立ち〜』として放送。視聴率7.8%。
当初は3月11日に金曜プレステージ枠にて放送予定だったが、当日、東日本大震災発生による報道特別番組による休止で放送延期となり、さらに主演の堀北が4月からTBS系金曜ドラマ『生まれる。』に主演していたことなど、枠確保の難航で放送予定より、4か月遅れての放送となってしまった。
なお、系列局であるテレビ長崎では放送に先駆け、7月4日（月曜日）19:00 - 19:54にメイキング特番を放送したほか、放送当日となる7月5日15:58 - 16:52の時間帯で、原案となったドキュメンタリー『五島のトラさん〜頑固オヤジと大家族の12年〜』を再放送（いずれも長崎県域ローカル）。

### 佐伯家
佐伯ちづる：堀北真希（少女期 宮武祭）
本作の主人公。つまらないことで父の寅夫と衝突してしまう。寅夫が唐突に始めた家族新聞や全国アマチュアコンテストで奨励賞を取ったことが切っ掛けでプロのカメラマンを目指すようになった。
佐伯寅夫：松平健
ちづるの父。手打ちのうどん屋を営んでいる。
昔気質で頑固一徹な性格であり、素直に娘を応援してあげられないほどである。それにとても短気で喧嘩っ早く、食事中に怒り出すと食卓のちゃぶ台をひっくり返し、そして自宅近くの海岸で怒り出すと誰彼構わず海に投げ込んでしまう程である。
佐伯美砂代：風吹ジュン
ちづるの母。子供たちにとっては理解力のある優しいお母さんであり、夫の寅夫とは性格も正反対である。
佐伯守：高岡蒼甫（少年期 高杉真宙）
ちづるの兄。地元のスーパー勤務。東京に出張に行ったときにちづるに優しく助言する。
佐伯梢：中越典子（少女期 宮武美桜）
ちづるの姉。地元の信用金庫勤務。自分自身で選んだ人と結婚する。
佐伯静香：美山加恋（幼少期 畠山紬）
ちづるの妹。まだ幼い弟の豪太の面倒をしっかり見る優しい女の子。
佐伯豪太：中村柊芽
ちづるの弟。元気で活発な男の子。
杉本三郎：温水洋一
寅夫の野球部の後輩で地元の役場勤め。
寅夫に助言をするが話を聞いてもらえないどころか、怒って海に投げ込まれる。それも1回のレベルではなく何回も寒い冬でも関係なく投げ込まれる。
 章造：山崎樹範
梢が選んだ相手で信用金庫の先輩。自分たちの結婚式でちづるに写真を撮ってもらう為、寅夫へお願いに行くが結婚の前に子供を作ったのかと勘違いされ、三郎と同じように海に投げ込まれる。

### 島の人たち
若林先生 - 山野海
ちづるの小学生時代の担任。
當麻真歩
ちづるの小学生時代の友人。
松島海斗、林田光輝
ちづるの小学生時代の同級生。
白井先生 - カンニング竹山
ちづるの高校生時代の担任。
久美子 - 田島ゆみか、 日奈子- 徳丸琴乃
ちづるの高校生時代の友人。
太郎 - 大川雅大
ちづるの高校生時代の同級生。
健 - 大和田健介
ちづるの高校生時代の同級生。ちづるにほのかに恋心を抱いていた。
本屋の店長 - さだまさし（友情出演）

### ちづるが東京で出会う人たち
和泉宗太郎（カメラマン） - 相島一之
東京でかなり有名なカメラマン。ちづるに写真を撮る心得を厳しく諭す。
山岡（アシスタント） - 大竹浩一
コーヒーデリバリーに来たちづるに厳しく当たる。
モデル - 大塚まゆり
CAFEラボのマスター：村松利史
早苗：木南晴夏
CAFEラボでのちづるの同僚。
喜多川興起 - 石田卓也
3年前、ちづるが勤めていたフォトスタジオの先輩。ちづるに助言する。
カメラマンの仕事をおろされた悔しさでちづるにきつく当たり、家族のことをバカにした発言をした時にプールへ突き飛ばされる。
- 瀬野和紀
- 犬塚はなえ
- 長岡千夏（テレビ長崎アナウンサー）
- 南好洋
- 伊藤玄紀
- 田村祐
- 宮坂あゆみ
- 滝川恵理
- 滝元束紗
- 神保虎之介
- 南こころ
- 南慎太郎
- 武石さくら
- 武石房謙
- 諸國春馬

- クロキプロ
- 劇団東俳
- サラエンタテインメント
- NEWSエンターテインメント
- ワタナベエンターテインメントカレッジ
- 新上五島町のみなさん

### スタッフ
- 原案：『五島のトラさん〜頑固オヤジと大家族の12年〜』（制作：テレビ長崎、第12回FNSドキュメンタリー大賞特別賞）
- 脚本：樫田正剛
- 演出：平野眞
- 音楽：林久美子
- 技術協力：バスク
- 美術協力：フジアール
- ロケ協力：伊豆市、新上五島町新魚目支所、長崎フィルムコミッション、相模原フィルムコミッション、フィルムコミッション伊豆、常総フィルムコミッション、九州商船　ほか
- 企画協力：テレビ長崎
- 音楽協力&企画協力：さだ企画
- 題字：さだまさし
- プロデューサー：中島久美子、高丸雅隆（共同テレビ）
- 協力プロデュース：大浦勝（テレビ長崎）
- 制作協力：共同テレビ
- 制作著作：フジテレビ